# Vyhlášení války (film)
Vyhlášení války (v originále La guerre est déclarée) je francouzský hraný film z roku 2011, který režírovala Valérie Donzelli. Snímek měl světovou premiéru na filmovém festivalu v Cannes dne 12. května 2011.

## Děj
Juliette a Roméo se do sebe zamilují na první pohled. Záhy se jim narodí dítě Adam. Ale když mu jsou dva roky, je mu diagnostikován nádor. Juliette a Roméo vedou dlouhý boj s rakovinou, která ohrožuje život jejich syna.

## Obsazení
| Valérie Donzelli    | Juliette                                         |
| Jérémie Elkaïm      | Roméo                                            |
| Brigitte Sy         | Claudia, matka Roméa                             |
| Elina Löwensohn     | Alex, kolegyně Claudie                           |
| Michèle Moretti     | Geneviève, matka Juliette                        |
| Philippe Laudenbach | Philippe, otec Juliette                          |
| Bastien Bouillon    | Nikos, Roméův přítel                             |
| Béatrice de Staël   | pediatr Prat                                     |
| Anne Le Ny          | doktorka Fitoussi v nemocnici Timone v Marseille |
| Frédéric Pierrot    | profesor Sainte-Rose v nemocnici Necker          |
| Élisabeth Dion      | doktorka Kalifa v institutu Gustave-Roussy       |
| Anne Berest         | Sophie, internistka v nemocnici Necker           |
| Alain Kruger        | doktor Harry, anesteziolog v nemocnici Necker    |
| Riad Sattouf        | kuchař                                           |
| Jennifer Decker     | dívka na večírku                                 |
| Adrien Antoine      | kytarista                                        |
| Emmanuel Salinger   | radiolog                                         |
| Nozha Khouadra      | internistka v nemocnici Necker                   |
| Blanche Gardin      | recepční v nemocnici Necker                      |
| Katia Lewkowicz     | Jeanne                                           |

## Ocenění
- Filmový festival v Cabourgu: hlavní cena
- Mezinárodní filmový festival v Gijónu: Grand Prix Asturie za nejlepší film, nejlepší herec (Jérémie Elkaïm), nejlepší herečka (Valérie Donzelli)
- Zlaté hvězdy francouzské kinematografie: nejlepší scénář (Valérie Donzelli a Jérémie Elkaïm)
- Mezinárodní filmový festival v Hong Kongu: cena SIGNIS - zvláštní uznání
- Mezinárodní filmový festival v Palm Springs: Directors to Watch
- Pařížský filmový festival: Cena poroty, Cena diváků, Cena bloggerů
- César: nominace v kategoriích nejlepší film, nejlepší režie (Valérie Donzelli), nejlepší herečka (Valérie Donzelli), nejlepší původní scénář (Valérie Donzelli a Jérémie Elkaïm), nejlepší střih (Pauline Gaillard), nejlepší zvuk (André Rigaut, Sébastien Savin a Laurent Gabiot)
- Cena Lumières: nominace na nejlepší herečkau ( Valérie Donzelli)
- Křišťálové glóby: nominace na nejlepší film a nejlepší herečku (Valérie Donzelli)
- Filmový festival Sundance: výběr Spotlight